# Referendum in Francia
Il referendum è il principale strumento di democrazia diretta previsto dalla Costituzione francese del 1958.
La titolarità del potere di indire referendum è riconosciuto dall'art. 11 al Presidente della Repubblica. Peraltro, il ricorso al suddetto istituto da parte del Capo dello Stato è subordinato alla previa proposta del Governo o delle due Assemblee parlamentari (congiuntamente fra loro).
L'art. 11 circoscrive inoltre le materie relativamente alle quali può essere indetto il referendum. Precisamente, è possibile sottoporre a referendum «ogni progetto di legge concernente l'organizzazione dei pubblici poteri, comportante l'approvazione di un accordo della Comunità o tendente ad autorizzare la ratifica di un trattato che, senza essere contrario alla Costituzione, potrebbe avere incidenza sul funzionamento delle istituzioni».
Se il referendum è favorevole all'adozione del progetto, il Presidente della Repubblica promulga la legge entro 15 giorni.
Al Consiglio costituzionale è attribuito il compito di sorvegliare la regolarità delle operazioni del referendum.